# Ulmus castaneifolia
Espèce
Ulmus castaneifolia, ou orme à feuilles de châtaignier, est une espèce de plantes à fleurs de la famille des Ulmaceae. C'est un petit arbre à feuilles caduques que l'on trouve dans une grande partie de la Chine dans les forêts de feuillus à des altitudes de 500 à 1 600 m .

## Description
L'arbre peut atteindre une hauteur de 20 m avec un tronc d'environ 50 cm dhp. L'écorce est épaisse avec une couche liégeuse prononcée et une fissure longitudinale. Les rameaux sont dépourvus des crêtes liégeuses communes à de nombreux ormes. Les feuilles sont généralement étroites, allant d'obovales à elliptiques, mesurant jusqu'à 15 cm de long. Le dessin de feuille fait par Schneider en 1907 montre un pétiole assez long. Les fleurs apétales parfaites, qui sont pollinisées par le vent, sont produites lors des deuxièmes pousses de l'année en février ; les samares sont pour la plupart obovales, d'une superficie inférieure à 30 × 16 mm,, avec des graines proches du bout de la feuille.

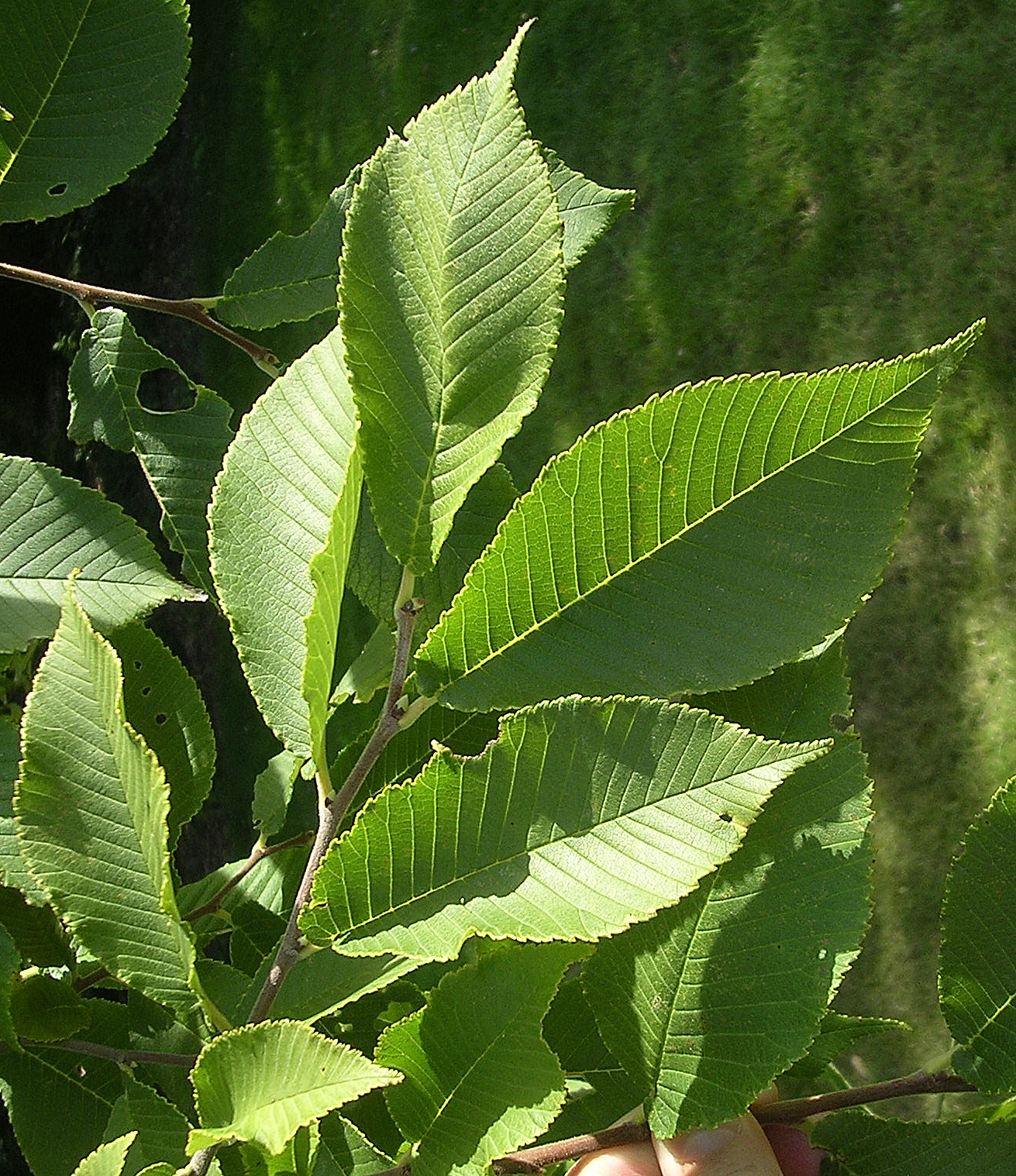
Feuilles d'U. castaneifolia, dans les jardins Sir Harold Hillier, au Royaume-Uni.
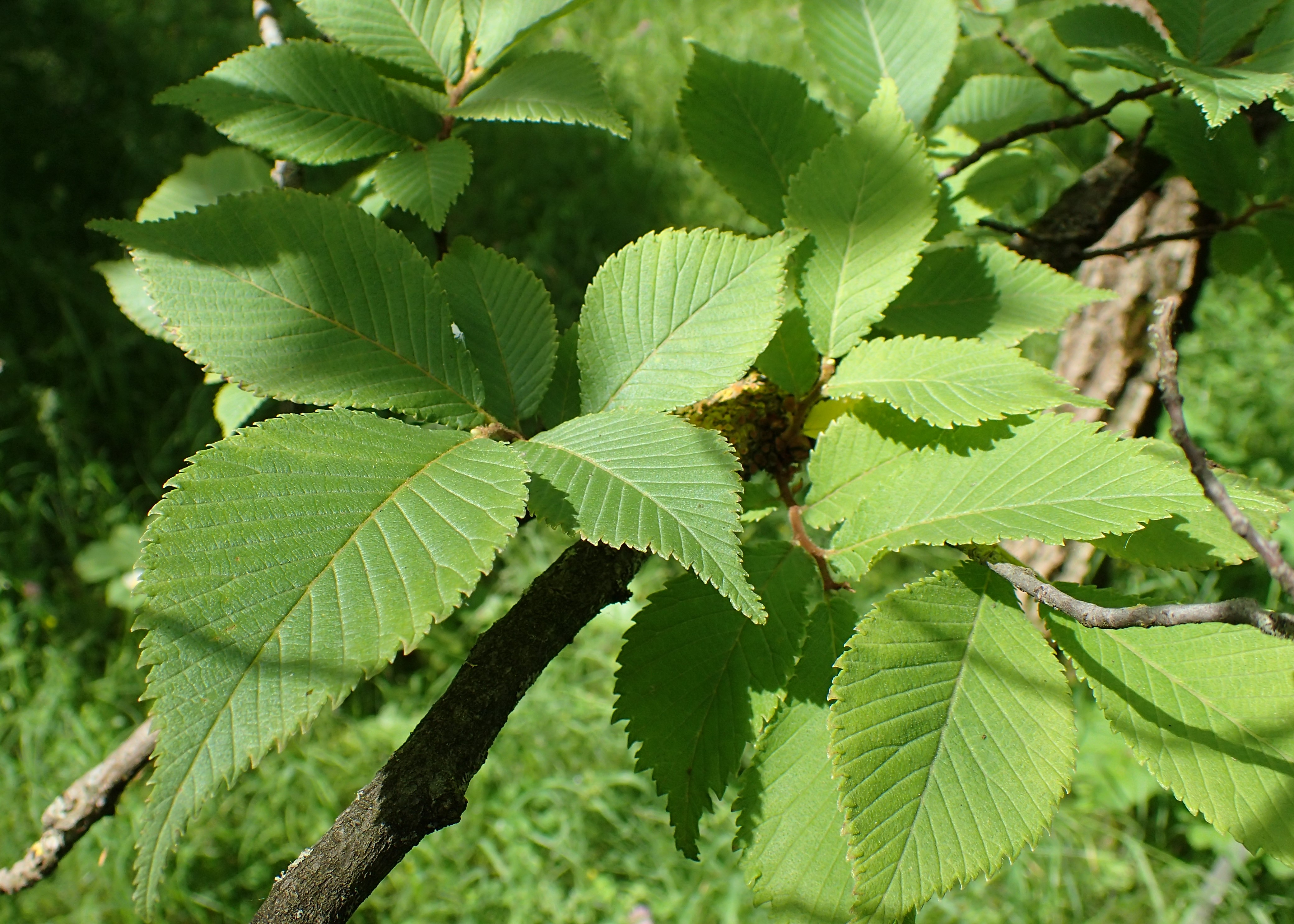
Feuilles d'U. castaneifolia dans le jardin botanique de Berlin-Dahlem, Allemagne.

## Taxonomie
Le nom correct complet (avec auteur) de ce taxon est Ulmus castaneifolia Hemsl..
Ulmus castaneifolia a pour synonymes :
- Ulmus ferruginea W.C.Cheng
- Ulmus multinervis W.C.Cheng
- Ulmus multinervis W.C.Cheng ex Yi F.Duan & X.R.Wang

## Maladies
Ulmus castaneifolia est résistant à la gaphiose et à la galéruque de l'orme Xanthogaleruca luteola. 

## Culture
L'espèce est très rarement cultivée ; il s'agit de l'une des douze espèces chinoises évaluées au Morton Arboretum de l'Illinois en 2009 par feu Dr George Ware. Lors de tests de congélation artificielle à l'arboretum, la LT50 (température à laquelle 50 % des tissus meurent) est mesurée à  −26 °C . Il n’existe aucun cultivar connu de ce taxon, et il n'est pas commercialisé.

## Arbres remarquables
Un arbre considéré comme « Champion » par l'organisme TROBI se trouve à Calderstones Park, dans le Merseyside, au Royaume-Uni. Un autre de dimension similaire pousse aux jardins botaniques royaux à Kew, Londres ; les deux ont été plantés en 1973.